# Honfleur en la niebla
Honfleur en la niebla,   (en el original en francés, Honfleur dans la brume), es una pintura al óleo sobre lienzo del pintor suizo naturalizado francés, Félix Vallotton. El cuadro fue pintado en 1911 y se conserva en el Museo de Bellas Artes de Nancy. 

## Historia
La obra fue creada en el estudio, a partir de una serie de bocetos del paisaje.  El cuadro entró en las colecciones del Museo de Bellas Artes de Nancy en 1965 tras un legado de la viuda del mecenas Henri Galilée. 

## Descripción
La obra representa el puerto de Honfleur, en Normandía. Aficionado a las costas normandas como muchos otros artistas del siglo XIX, Félix Vallotton descubrió Honfleur durante el verano de 1901 y permaneció allí regularmente a partir de 1909. De hecho el pintor se expresó con estas palabras sobre este lugar: 

En este país que amo tanto, ya no pienso en nada más que en la naturaleza, es un estado delicioso, esta soledad convincente, el vasto taller, y la batalla con sus ideas y sus herramientas.

Se muestra desde una vista elevada el puerto de Honfleur sumergido en la niebla, creando un efecto que permite desvanecer los tejados de pizarra de la localidad.  

## Análisis
La obra es inusual en la producción de Félix Valloton, con su dulzura, tonos pastel y poesía que contrastan con el resto de sus pinturas, todas ellas centradas en la violencia y elementos discordantes.